# افسانه زلدا: پرنسس گرگ‌ومیش
افسانه زلدا: پرنسس گرگ‌ومیش (ژاپنی: ゼルダの伝説 トワイライトプリンセス هپبورن: Zeruda no Densetsu: Towairaito Purinsesu) یک بازی ویدئویی در سبک اکشن-ماجراجویی است که توسط نینتندو در سال ۲۰۰۶ برای کنسول‌های نینتندو گیم‌کیوب و وی و نسخه اچ‌دی آن برای وی یو در سال ۲۰۱۶ و منتشر شده است. این بازی سیزدهمین قسمت از مجموعه بازی‌های افسانه زلدا به حساب می‌آید و در هنگام عرضه از نظر بسیاری از منتقدین شامل نویسندگان وان‌آپ، آی‌جی‌ان، گیم اینفورمر، گیمز ریدار، الکترونیک گیمینگ مانثلی و مجله بازی‌های کامپیوتری و ویدئویی به عنوان بهترین نسخه‌ای که تاکنون در این سری ساخته شده در نظر گرفته شد.

## خلاصه داستان
پسر نوجوانی به نام لینک در روستای اوردون به عنوان کارگر مزرعه کار می‌کند. یک روز، بولبلین‌ها (موجودات شرور) کودکان روستا را می‌دزدند. لینک به دنبال آن‌ها می‌رود و با دیواری از تاریکی گرگ‌ومیش مواجه می‌شود. یک هیولای تاریکی، او را به آن سوی دیوار به جنگلی که در تاریکی گرگ‌ومیش فرورفته می‌کشد، جایی که لینک به گرگ تبدیل شده و زندانی می‌شود. لینک به زودی توسط موجودی به نام میدنا آزاد می‌شود که پیشنهاد می‌کند در ازای اطاعت بی‌قیدوشرط او، به لینک کمک کند. میدنا او را نزد پرنسس زلدا می‌برد که توضیح می‌دهد زانت، پادشاه‌ غاصب تویلی، به قلعه هایرول حمله کرده و او را مجبور به تسلیم شدن کرده است. پادشاهی در تاریکی گرگ‌ومیش فرورفته و تمام ساکنان آن، به جز لینک و زلدا، به روح‌های نامرئی تبدیل شده‌اند.
برای نجات هایرول، لینک با کمک میدنا باید ابتدا روح‌های نور را احیا کند. برای این کار، او باید به مناطق پوشیده از تاریکی گرگ‌ومیش برود و نور روح‌ها را از موجودات تاریکی که آن را دزدیده‌اند، پس بگیرد. پس از احیای هر روح نور، لینک به شکل انسانی خود بازمی‌گردد و روح نور به او و میدنا محل مخفی شدن یک سایه آمیخته (قطعه‌ای از یک آثار باستانی قدرتمند) را نشان می‌دهد. آن‌ها باید تمام قطعات این آثار را جمع‌آوری کنند تا قدرتی برابر با زانت به دست آورده و او را شکست دهند.